# Focke-Wulf Strahlrohrjäger
Il Focke-Wulf Strahlrohrjäger fu un progetto di caccia intercettore a getto ad ala bassa dell'azienda aeronautica tedesca Focke-Wulf Flugzeugbau GmbH nella prima parte degli anni quaranta, nelle fasi finali della seconda guerra mondiale, rimase alle prime fasi di sviluppo e non fu mai completato.
Il progetto, concepito dall'ingegnere Kurt Tank, venne sviluppato parallelamente al Focke-Wulf Super Lorin ma, a causa degli eventi che portarono alla sconfitta della Germania durante il conflitto, pur in avanzato stato di realizzazione, rimase incompiuto.

## Storia del progetto
Il velivolo montava un motore a razzo Hellmuth Walter Kommanditgesellschaft (HWK) per il decollo e due statoreattori per il volo. Gli statoreattori erano montati sui piani di coda e sarebbero serviti per il volo in crociera. Le ali erano a freccia con un angolo di 45 gradi ed era armato con due cannoncini da 30mm MK 108.

## Utilizzatori
Germania
- Luftwaffe (previsto)